# Gjerlev
Gjerlev – miasto w Danii, w regionie Jutlandia Środkowa, w gminie Randers.